# Sachseln
Sachseln is een gemeente en plaats in het Zwitserse kanton Obwalden. Sachseln telt 4493 inwoners.

## Geboren
- Hedwig Egger-von Moos (1880-1965), hotelierster, schrijfster en dichteres

- Gemeinsame Normdatei: 4051171-6
- Historisch woordenboek van Zwitserland: 000745
- Virtual International Authority File: 148421178
- WorldCat: E39PBJjt4WW3b3YFJ4d6bKqfbd

Alpnach · Engelberg · Giswil · Kerns · Lungern · Sachseln · Sarnen